# Galleri Sigma
Galleri Sigma är ett konstgalleri på Kronobergsgatan i Växjö. Galleriet grundades 1972 av flera konstklubbar eftersom det vid tiden saknades möjligheter att ställa ut och sälja konst i Växjö.